# Ellastone
Ellastone es una parroquia civil y un pueblo del distrito de East Staffordshire, en el condado de Staffordshire (Inglaterra).

## Historia
El origen del pueblo se remonta a la época anglosajona según la documentación y aparece en el Libro del Domesday, bajo el nombre de Edelachestone y Elachestone.
Una de las cabañas del pueblo aparentemente fue propiedad en algún momento de William Cecil, el influyente político y confidente de Isabel I.

## Geografía
Según la Oficina Nacional de Estadística británica, Ellastone tiene una superficie de 5,73 km².

## Demografía
Según el censo de 2001, Ellastone tenía 335 habitantes (48,96% varones, 51,04% mujeres) y una densidad de población de 58,46 hab/km². El 23,28% eran menores de 16 años, el 68,66% tenían entre 16 y 74, y el 8,06% eran mayores de 74. La media de edad era de 41,27 años. Del total de habitantes con 16 o más años, el 14,01% estaban solteros, el 72,76% casados, y el 13,23% divorciados o viudos.
Según su grupo étnico, el 97,6% de los habitantes eran blancos, el 1,2% asiáticos, y el 1,2% chinos. La mayor parte (97,92%) eran originarios del Reino Unido y el resto (2,08%) había nacido en cualquier otro lugar salvo los países europeos. El cristianismo era profesado por el 86,83% y el islam por el 1,2%, mientras que el 9,88% no eran religiosos y el 2,1% no marcaron ninguna opción en el censo.
Había 130 hogares con residentes, 6 vacíos, y 6 eran alojamientos vacacionales o segundas residencias.